# Maria Smirnova
Pour les articles homonymes, voir Smirnova.
Maria Vassilievna Smirnova (russe : Мария Васильевна Смирнова), née le 31 mars 1920 à Vorobievo dans l'oblast de Tver et morte le 10 juillet 2002 à Tver, est une aviatrice, cheffe d'escadrille au sein du 588e régiment de bombardement de nuit du Groupe d'Aviation no 122. Elle effectue 950 missions et est décorée du titre de Héros de l'Union soviétique.

## Biographie

### Enfance et éducation
Maria Smirnova naît dans une famille de paysans. Elle étudie d'abord à l'école du village mais, à l'âge de 13 ans, elle entre dans un lycée de Tver. Diplômée de l'école pédagogique en 1936, elle travaille comme institutrice dans le village de Polioujie et suit une formation de pilotage dans l'aéroclub de Kalinine. Elle commence les cours en 1937 en tant que pilote et navigatrice. Après avoir obtenu ces diplômes, elle commence à entraîner des pilotes pour les Forces aériennes soviétiques.

### Carrière militaire
Smirnova répond à un appel de La Voix de la Russie en 1941 qui propose alors aux femmes de s'engager dans l'Armée de l'air. Elle est envoyée en formation à Engels et en sortant, devient adjointe de la cheffe d'escadron du 588 NBAP, surnommé « les sorcières de la nuit ». Sa première mission est le 8 juin 1942. À la suite de la mort de sa cheffe d'escadron pendant la mission, Smirnova prend sa place.